# 프놈펜
프놈펜(크메르어: ភ្នំពេញ 프눔 뻬인, 프랑스어: Phnom Penh)은 캄보디아의 수도이자, 행정, 경제, 문화의 중심지로 캄보디아 최대의 도시이다.

## 프놈펜의 모습

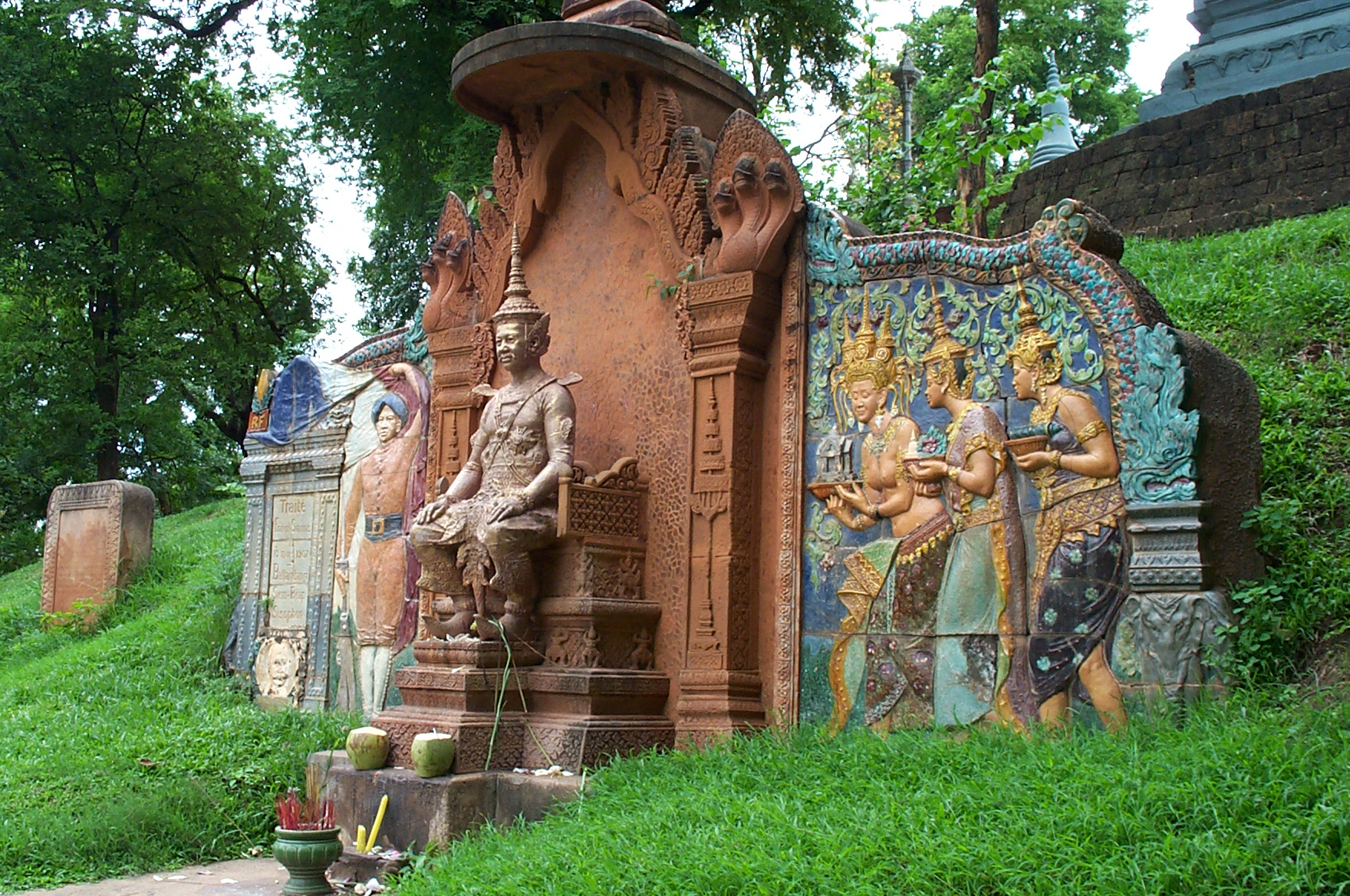
수도의 심장인 왓 프놈

메콩강과 쌉 강의 합류점에 위치하며, 프랑스 식민지 시대의 아름다운 거리 풍경이 남아 있다. 또 왕궁이 있는데 여기서 캄보디아 국왕이 살고 있다. '프놈 펜'이라는 명칭은 이 거리의 언덕에 세워져 있는 사원인 왓프놈(Wat Phnom)에서 유래한다. 프놈 펜은 '펜의 언덕'이라는 의미로, 펜 부인은 믿음이 깊은 여성으로, 강을 따라 흘러 온 불상을 극진하게 모셔서, 그 사원을 왓 프놈이라고 불렀고 그 언덕을 프 놈펜이라 불렀다.
1975년 4월 17일 크메르 루주에 의해 함락당하면서 다수의 희생자가 나왔다. 시 외곽에는 폴 포트 정권 시대에, 대량 학살의 경험이 있는 킬링필드가 있다.

## 역사
13세기 자야바르만 7세의 시대, 와트 우나롬의 땅에 사원이 건립되었다. 1431년 샴의 거듭되는 침공에 의해 왕포니 야트는 앙코르 톰으로부터 콘폰체무주의 스레이 산토로 천도 했지만, 하천의 범람이 자주 일어나므로 다시 프놈펜으로 재천도를 했다고 한다.
16세기에는 네 개의 큰 강이 만나는 곳으로 알려진 프놈펜은 교역이 번창한 곳이었지만 습지대였다. 스페인인이나 네덜란드인, 혹은 화교나 일본인이 무역으로 다수 왕래하고 있었다. 그들은 캄보디아 왕실의 내분에도 개입하기도 하였다고 한다.

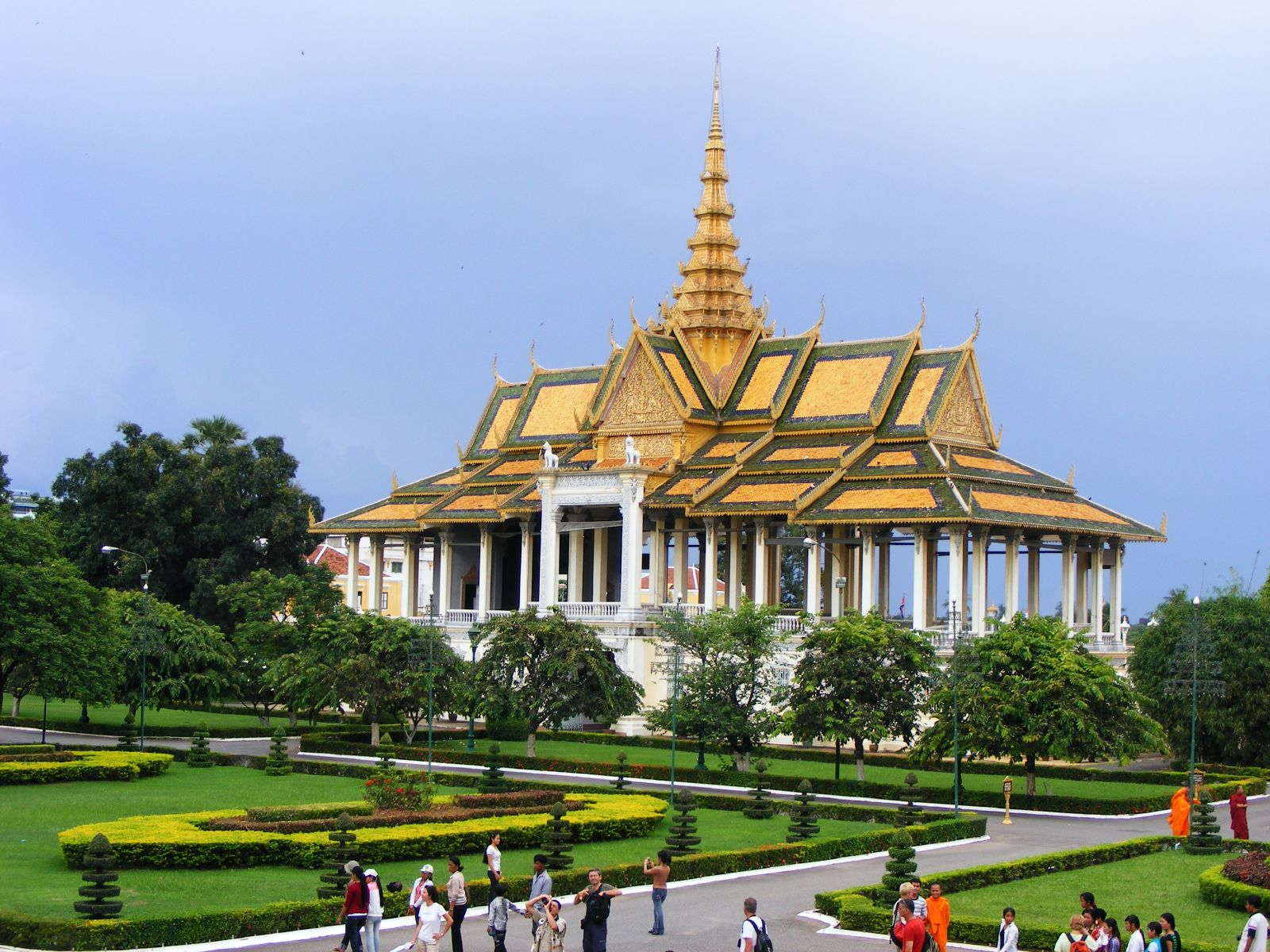
왕궁

1866년 왕궁이 건설되어, 우동으로부터 프놈펜에 천도를 단행하였다. 1920년대에는 "아시아의 진주"로 명성이 높아졌으며, 프놈펜 국제공항이 건설되었다. 1953년의 캄보디아 독립 이래 1960년대까지는 이웃 나라의 내전에도 불구하고 표면적인 평화를 유지해, 프놈펜은 '동양의 파리'로서 그 아름다움을 자랑하였고, 치안도 좋은 도시였다.
1970년의 미국의 지원을 받은 론 놀에 의한 군사 쿠데타가 일어나, 미국이 캄보디아에 군사에 개입하여 공산 세력을 공격하기 위해서 농촌 각 지역에 폭격을 퍼부었다. 그 때문에 농사를 지을 수 없게 된 농민들이 난민이 되어 수도에 집결하여, 1975년 론 놀 정권 말기에는 프놈펜의 인구는 200만명을 넘었다고 한다.
1975년 4월 17일, 크메르 루주에 의해 프놈펜이 함락되었다. 시민들은 처음에는 크메르 루주를 환영하였지만, 크메르 루주는 미국이 도시를 폭격하려 한다고 시민들을 속여 시골에 있는 집단농장으로 내몰거나 각 방면으로 추방했다. 이 과정에서 저항한 사람은 사살되었고, 자살하거나 환자, 노인, 아이, 임산부 등 수만명이 희생이 되었다고 전한다.
이후 1979년 1월 7일, 베트남군과 헨 삼린이 이끄는 캄푸챠 민족구국전선에 의해 프놈펜이 함락될 때까지 도시의 인구는 5000명 정도에 지나지 않았다고 한다. 프놈펜에는 S21라고 하는, 원래는 키엔스와이라고 하는 고등학교였던 장소에 강제수용소가 설치되어 론 놀 시대의 공무원, 군인, 기업인은 물론, 크메르 루주의 충실한 간부까지가 다양한 직업군들이 스파이 등의 혐의로 수용되어, 고문을 받고 시외 근교의 툴 에크, 이른바 킬링필드에서 참살되었다. 2만명 이상이 수용된 어떤 수용소에는 생존자가 단지 여섯 명만 살아남았다고 전해진다. 영화로도 유명한 킬링필드라는 말은 고유명사가 아니라 캄보디아 각지에 존재한다.

## 지리
프놈펜은 톤레삽과 메콩강, 바싹 강이 합류하는 캄보디아의 남쪽 중앙에 위치한다. 이 강들은 수자원과 더불어 많은 자원을 제공한다. 375평방킬로미터의 면적에 농지는 34.685 평방킬로미터 정도이다.

## 기후
| 프놈펜의 기후                                                    | 프놈펜의 기후 | 프놈펜의 기후 | 프놈펜의 기후 | 프놈펜의 기후 | 프놈펜의 기후 | 프놈펜의 기후 | 프놈펜의 기후 | 프놈펜의 기후 | 프놈펜의 기후 | 프놈펜의 기후 | 프놈펜의 기후 | 프놈펜의 기후 | 프놈펜의 기후   |
| 월                                                               | 1월           | 2월           | 3월           | 4월           | 5월           | 6월           | 7월           | 8월           | 9월           | 10월          | 11월          | 12월          | 연간            |
| ---------------------------------------------------------------- | ------------- | ------------- | ------------- | ------------- | ------------- | ------------- | ------------- | ------------- | ------------- | ------------- | ------------- | ------------- | --------------- |
| 역대 최고 기온 °C (°F)                                           | 36.1 (97.0)   | 38.1 (100.6)  | 40.0 (104.0)  | 40.5 (104.9)  | 40.0 (104.0)  | 39.2 (102.6)  | 37.2 (99.0)   | 37.8 (100.0)  | 35.5 (95.9)   | 36.1 (97.0)   | 34.4 (93.9)   | 37.2 (99.0)   | 40.5 (104.9)    |
| 일평균 최고 기온 °C (°F)                                         | 31.6 (88.9)   | 33.2 (91.8)   | 34.6 (94.3)   | 35.3 (95.5)   | 34.8 (94.6)   | 33.8 (92.8)   | 32.9 (91.2)   | 32.7 (90.9)   | 32.2 (90.0)   | 31.4 (88.5)   | 31.1 (88.0)   | 30.8 (87.4)   | 32.9 (91.2)     |
| 일일 평균 기온 °C (°F)                                           | 26.6 (79.9)   | 28.0 (82.4)   | 29.4 (84.9)   | 30.2 (86.4)   | 30.0 (86.0)   | 29.2 (84.6)   | 28.7 (83.7)   | 28.5 (83.3)   | 28.2 (82.8)   | 27.2 (81.0)   | 27.1 (80.8)   | 26.3 (79.3)   | 28.3 (82.9)     |
| 일평균 최저 기온 °C (°F)                                         | 21.8 (71.2)   | 22.8 (73.0)   | 24.3 (75.7)   | 25.5 (77.9)   | 25.6 (78.1)   | 24.9 (76.8)   | 24.8 (76.6)   | 24.6 (76.3)   | 24.4 (75.9)   | 24.2 (75.6)   | 23.2 (73.8)   | 21.9 (71.4)   | 24.0 (75.2)     |
| 역대 최저 기온 °C (°F)                                           | 12.8 (55.0)   | 15.2 (59.4)   | 19.0 (66.2)   | 17.8 (64.0)   | 20.6 (69.1)   | 21.2 (70.2)   | 20.1 (68.2)   | 20.0 (68.0)   | 21.1 (70.0)   | 17.2 (63.0)   | 16.7 (62.1)   | 14.4 (57.9)   | 12.8 (55.0)     |
| 평균 강우량 mm (인치)                                            | 12.1 (0.48)   | 6.6 (0.26)    | 34.8 (1.37)   | 78.8 (3.10)   | 118.2 (4.65)  | 145.0 (5.71)  | 162.1 (6.38)  | 182.7 (7.19)  | 270.9 (10.67) | 248.1 (9.77)  | 120.5 (4.74)  | 32.1 (1.26)   | 1,411.9 (55.58) |
| 평균 강우일수 (≥ 0.1 mm)                                         | 1.2           | 1.1           | 3.4           | 6.8           | 15.9          | 17.0          | 18.1          | 18.3          | 21.5          | 19.3          | 10.2          | 4.5           | 137.3           |
| 평균 상대 습도 (%)                                               | 73            | 71            | 71            | 73            | 77            | 78            | 80            | 81            | 84            | 84            | 78            | 73            | 77              |
| 평균 월간 일조시간                                               | 260           | 226           | 267           | 240           | 202           | 192           | 143           | 174           | 129           | 202           | 213           | 242           | 2,490           |
| 출처 1: 독일 기상청 (평년값: 1988년~2013년, 극값: 1906년~2013년) |               |               |               |               |               |               |               |               |               |               |               |               |                 |
| 출처 2: 덴마크 기상학회 (일조시간: 1931년~1960년)                |               |               |               |               |               |               |               |               |               |               |               |               |                 |

## 인구
| 연도 | 인구      | ±% p.a.  |
| ---- | --------- | -------- |
| 1950 | 334,000   | —        |
| 1960 | 398,000   | +1.77%   |
| 1970 | 457,000   | +1.39%   |
| 1975 | 370,000   | −4.14%   |
| 1978 | 32,000    | −55.78%  |
| 1980 | 189,000   | +143.03% |
| 1985 | 351,000   | +13.18%  |
| 1990 | 634,000   | +12.55%  |
| 1995 | 925,000   | +7.85%   |
| 2000 | 1,284,000 | +6.78%   |
| 2005 | 1,677,000 | +5.49%   |
| 2010 | 2,101,725 | +4.62%   |

## 경제
최근에는 두자리수 성장률을 기록하며 개발이 촉진되어 새로운 호텔과 레스토랑, 바, 주거지 등이 시내 곳곳에 빠르게 지어지고 있다. 역사적인 문화적인 장소로서 프놈 펜은 여행자들의 인기있는 목적지가 되었다.
시장은 프랑스령 식민지 시대에 아주 예술성 높게 지어졌다. 파사르 톰 트메이 시장은 돔 형식으로 1937년에 지어졌고, 현재는 프놈 펜의 주요 시장이 되었다.
요즘은 이 시장이 여행객들의 인기를 끌면서, 노란 색의 이 파사르 톰 트메이는 많은 상품들이 거래되고 있다. 금은과 같은 귀금속을 비롯해, 옛 동전, 의류, 시계, 꽃, 음식과 옷감과 신발 등을 팔고 있다.
1990년대부터 급격한 경제성장을 이루면서, 소르야 쇼핑센터와 새롭게 지어진 소반나 쇼핑 센터 등의 서구식 형태의 시장이 문을 열었다. 두 개의 국제 프렌차이즈 시장들이 프놈 펜에서 문을 열었다. 데어리 퀸은 프놈 펜 국제공항 내에서 문을 열었고, 켄터키 프라이드 치킨(KFC)도 레스토랑을 개장하였다. KFC를 개장한 회사가 피자 헛을 운영할 수 있는 프렌차이즈 권리를 획득하였다.

## 볼거리
가장 오래된 건물은 이 도시의 건설과 더불어 생긴 1373년에 세워진 왓 프놈이다.

## 교통
프놈펜 국제공항이 있고 캄보디아의 국제 공항은 여기와 씨엠립의 2개가 있다.
- 프놈펜 국제공항

### 프놈펜의 고속도로

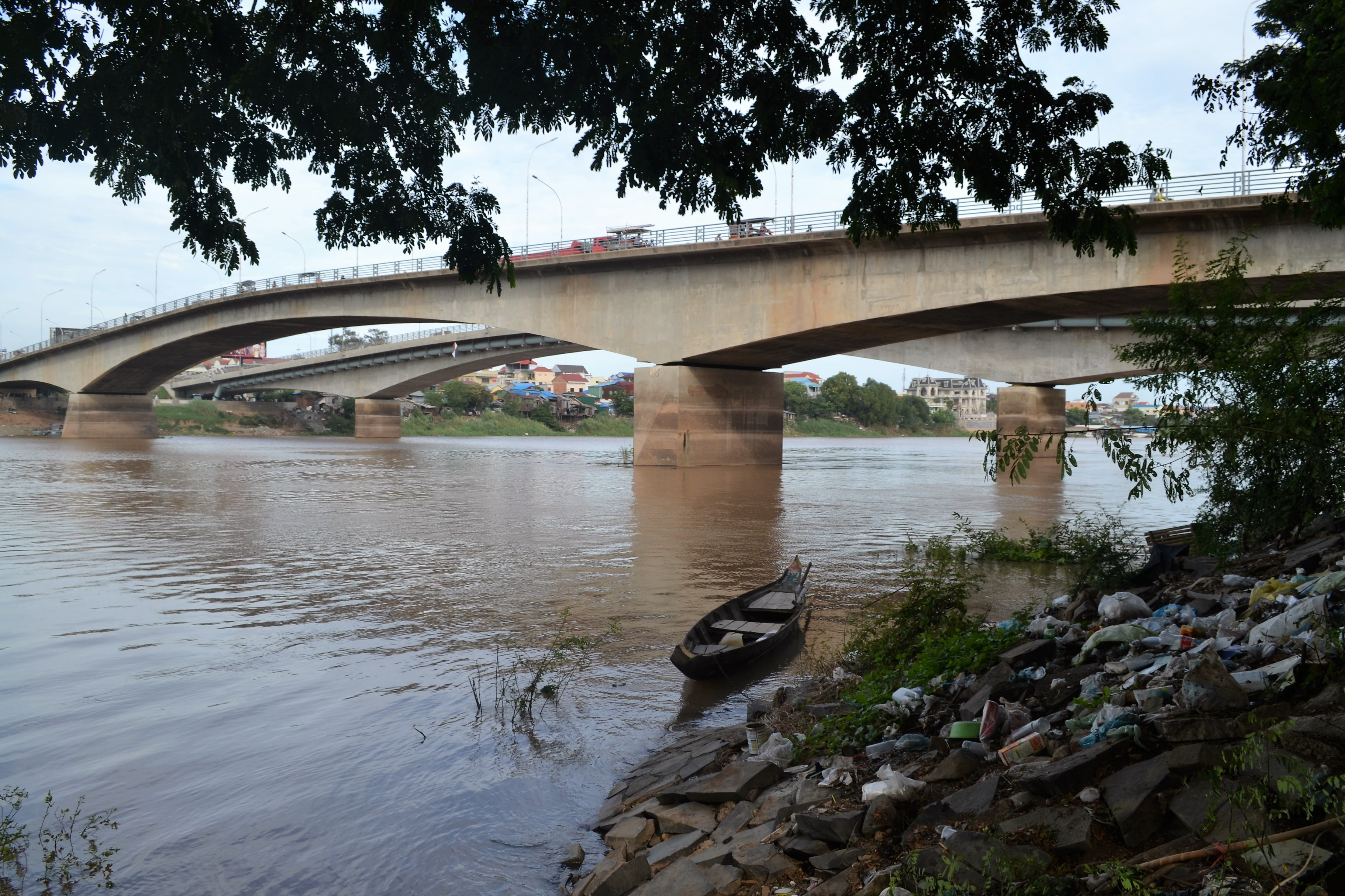
프놈 펜의 모니봉 다리

캄보디아의 수도로서 많은 국도가 나라의 대부분의 도시들과 연결되어 있다.
| 국도   | 코드  | 길이     | 출발   | 터미널          |
| ------ | ----- | -------- | ------ | --------------- |
| 국도 1 | 10001 | 167.10km | 프놈펜 | 베트남 접경     |
| 국도 2 | 10002 | 120.60km | 프놈펜 | 베트남 접경     |
| 국도 3 | 10003 | 202.00km | 프놈펜 | 빌린            |
| 국도 4 | 10004 | 226.00km | 프놈펜 | 시아누크빌      |
| 국도 5 | 10005 | 407.45km | 프놈펜 | 태국 접경       |
| 국도 6 | 10006 | 416.00km | 프놈펜 | 반테이 미안체이 |

### 철도
프랑스령 인도차이나 시대에는 철도가 잘 정비되어 태국까지 국제열차가 운행되고 있었지만, 캄보디아 내전에 의해 설비가 파괴되어 황폐화되었다. 2007년 현재는 캄보디아 국철에 의해 프놈펜-바탐방 간에 1주일에 한 번의 왕복운행만 되고 있다.

## 교육
프놈펜 왕립대(RUPP)가 캄보디아에서 가장 오래되고, 가장 큰 고등교육기관이다. 2007년을 기준으로 5,000명의 대학생이 있고, 세 개의 대학 캠퍼스를 가지고 있다. 과학, 사회과학, 인문학, 외국어 연구소 등이 있다.

## 자매 도시
- 미국 캘리포니아주 롱비치
- 미국 매사추세츠주 로웰
- 미국 로드아일랜드주 프로비던스
- 라오스 카이손폼비한
- 미얀마 만달레이
- 대한민국 영월
- 일본 기타큐슈
- 중국 산터우시[3]